# دانيلو ساكرامينتو
دانيلو ساكرامينتو (بالبرتغالية: Danilo Valério Sacramento‏) هو لاعب كرة قدم برازيلي في مركز الوسط، ولد في 3 نوفمبر 1982 في أراراس في البرازيل. لعب مع جمعية بورتوغيزا الرياضية وريد بل برازيل وريد بل براغانتينو وسيلتا فيغو ونادي بونتي بريتا ونادي جنوى ونادي سي آر بي ونادي غواراني ونادي فاسكو دا غاما ونادي كروزيرو ونادي مونتيري.

## وصلات خارجية
- دانيلو ساكرامينتو على موقع قاعدة بيانات كرة القدم.إي يو (الإنجليزية)
- دانيلو ساكرامينتو على موقع Soccerway.com (الإنجليزية)